# LMB Components
Die LMB Components Ltd. war ein britischer Automobilhersteller.

## Unternehmensgeschichte
Leslie M. Ballamy gründete 1959 das Unternehmen. Standort war in Guildford (Surrey). 1963 verschwand das Unternehmen wieder vom Markt.

## Fahrzeuge

### Modelle A und B
Von 1960 bis 1962 stellte LMB ein Roadster-Modell mit unterschiedlichen Ford- oder BMC-Motoren her.
Der LMB A hatte in jedem Falle einen seitengesteuerten Vierzylindermotor mit 1,2 l Hubraum, der 30 bhp (22 kW) bei 4000 min−1 leistete. Das Fahrgestell hatte 2286 mm Radstand und war mit einer GFK-Karosserie versehen.
Der LMB B war im Grunde das gleiche Modell, aber neben dem oben beschriebenen Motor des Ford Anglia gab es auch noch den 1,0-l-Motor von Ford oder Vierzylindertriebwerke von BMC mit 0,95 l (aus dem Austin A35) oder 1,5 l Hubraum (aus dem MGA) zur Auswahl. Letzterer war ein besonders leistungsfähiger Sportwagen.

### Modell Debonair
Ab 1959 vermarktete LMB außerdem den Debonair, ein zweitüriges Fließheckcoupé, das von E.B. als Bausatzfahrzeug hergestellt wurde. LMB bot den Debonair als komplett montiertes Auto an.

### Modellübersicht
| Modell   | Bauzeitraum | Zylinder | Hubraum                     | Leistung             | bei Drehzahl | Radstand |
| -------- | ----------- | -------- | --------------------------- | -------------------- | ------------ | -------- |
| A        | 1960–1962   | 4 Reihe  | 1172 cm³                    | 30 bhp (22 kW)       | 4000 min−1   | 2286 mm  |
| B        | 1960–1962   | 4 Reihe  | 948 / 997 / 1172 / 1489 cm³ | 30–72 bhp (22–53 kW) |              | 2286 mm  |
| Debonair | 1959–1963   |          |                             |                      |              |          |